# 伊凡·伐佐夫
伊凡·明乔夫·伐佐夫（1850年6月27日—1921年9月22日），保加利亚作家，被誉为保加利亚文学之父，作品涵盖历史小说、诗、散文及报告文学等。
生于索波特的小商人家庭。早年去罗马尼亚当学徒。1874年起参加反对奥斯曼土耳其统治的民族独立斗争。1878年保加利亚公国成立，任别尔维查地方法庭庭长。后一度流寓国外。1889年又回国任议员和教育部长。写有诗歌、小说和剧本。伊凡·伐佐夫作为批判现实主义作家，代表作长篇小说《轭下》，以现实主义手法塑造了奥格涅诺夫等革命者的形象，表现了保加利亚人民在反土耳其起义中的英雄气概和宁死不屈的精神。喜剧《升官图》讽刺官僚政治的腐败。还有组诗《被遗忘者的史诗》、诗集《旗帜与古斯拉琴》《保加利亚的忧郁》《解放》，剧本《被放逐者》《鲍里斯拉夫》，中短篇小说《亡命者》《痕与斑》《花花世界》等。其作品对保加利亚文学的发展很有影响。